# Drosera slackii
Drosera slackii es una especie de planta carnívora del género Drosera nativa de Sudáfrica.

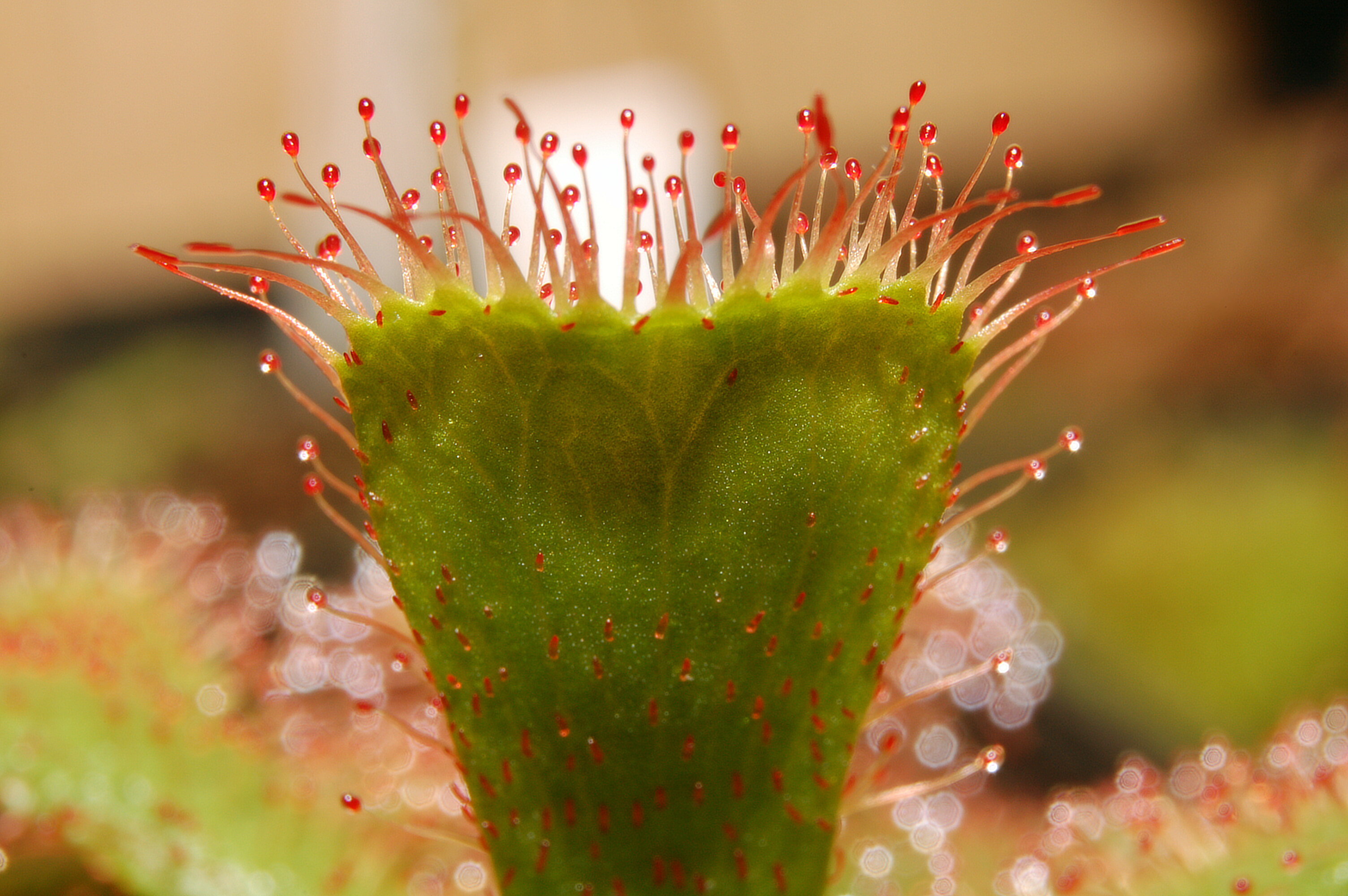
Detalle de la hoja

## Descripción
Forma rosetas que tienen de 5 a 10 cm de diámetro, y produce flores de color rosa

## Taxonomía
Drosera slackii fue descrita por Martin Roy Cheek y publicado en Kew Bulletin 42: 738. 1987.
Etimología
Drosera: tanto su nombre científico –derivado del griego δρόσος [drosos]: "rocío, gotas de rocío"– como el nombre vulgar –rocío del sol, que deriva del latín ros solis: "rocío del sol"– hacen referencia a las brillantes gotas de mucílago que aparecen en el extremo de cada hoja, y que recuerdan al rocío de la mañana.
slackii: epíteto otorgado en honor del escritor neozelandés, autoridad en plantas carnívoras; Adrian Slack.